# Борис Василь Ярославович
Василь Ярославович Борис (1 листопада 1958, с. Підпечери, Івано-Франківська область, УРСР — 19 січня 2017, Севастополь, Україна) — радянський футболіст та український тренер, виступав на позиції півзахисника. Відомий виступами за севастопольську «Чайку», в складі якої зіграв понад 300 матчів.

## Кар'єра гравця
Вихованець ДЮСШ міста Івано-Франківськ, тренер — Денис Петрович Зембицький. Дорослу кар'єру розпочав у команді «Локомотив» (Івано-Франківськ), яка виступала в аматорських змаганнях.
У 1977 році призваний в армію, служив в Південній групі військ на терміновій і надстроковій службі. Виступав за команду ПГВ на армійських змаганнях, в 1978 році став чемпіоном Збройних Сил, в фіналі була обіграна смоленська «Іскра». Також грав за команду в нижчих дивізіонах чемпіонату Угорщини, ставав дворазовим переможцем змагань.
Повернувшись в СРСР, виступав протягом сезону за «Авангард» (Рівне), у 1981 році разом з командою посів третє місце в українській зоні другої ліги.
З 1982 року протягом дев'яти сезонів грав за севастопольську команду «Атлантика», пізніше перейменовану в «Чайку». Зіграв 309 матчів і забив 27 голів у другій радянській лізі. Одночасно у 1987—1989 роках входив до тренерського штабу команди.

## Кар'єра тренера
У 1990 році очолив футбольну команду Спортивного клубу Чорноморського флоту (СКЧФ), в першому ж сезоні став переможцем чемпіонату і Кубку Збройних Сил СРСР. Після розпаду Союзу працював з севастопольськими командами, котрі виступали в чемпіонаті Криму або другій лізі України. У 1995 році привів команду [Чорноморець (Севастополь)|«Чорноморець»]] до перемоги в чемпіонаті Криму, також ставав володарем Кубка Криму (1997). Влітку 1997 року аматорський «Чорноморець» замінив «Чайку» в Другій лізі. До липння 1999 року керував севастопольським «Чорноморцем».
У 2000 році працював селекціонером сімферопольської «Таврії». З 2001 року тренував аматорські команди СК Чорноморського флоту, працював з командами людей з обмеженими можливостями з міні-футболу.
З 2011 року був виконавчим директором Федерації футболу Севастополя. Після окупації Криму російськими військами залишився на цій посаді.
Помер 19 січня 2017 року на 59-му році життя.

## Досягнення

### Як гравця
ПГВ (Угорщина)
- Чемпіонат ЗС СРСР
  - Чемпіон: 1978

### Як тренера
СКЧФ
- Чемпіонат ЗС СРСР
  - Чемпіон: 1990

- Кубок ЗС СРСР
  - Володар: 1990

«Чорноморець» (Севастополь)
- Чемпіонат Криму
  - Чемпіон: 1995

- Кубок Криму
  - Володар: 1997